# Lực lượng phòng vệ nhân dân
Lực lượng phòng vệ nhân dân (tiếng Miến Điện: ပြည်သူ့ကာကွယ်ရေးတပ်မတော်, đã Latinh hoá: Pyithụ Kakweyēi Tatmadaw) là lực lượng vũ trang của Chính phủ Đoàn kết dân tộc Myanmar, được thành lập trên cơ sở tập hợp và vũ trang cho những thanh niên và và các nhà hoạt động ủng hộ dân chủ vào ngày 5 tháng 5 năm 2021 để chống lại cuộc đảo chính Myanmar năm 2021 từ đó đưa vị thế chính quyền quân sự và cánh vũ trang của họ là Tatmadaw lên nắm quyền. Chính quyền quân sự đã xác định tổ chức này là một tổ chức khủng bố vào ngày 8 tháng 5 năm 2021. Vào tháng 10 năm 2021, NUG thông báo rằng họ đã thành lập một Ủy ban trung ương để điều phối các hoạt động quân sự trên khắp cả nước. Theo tuyên bố của NUG, PDF được chia thành năm bộ tư lệnh khu vực (bộ tư lệnh Bắc, Nam, Trung, Đông và Tây), mỗi lữ đoàn có ít nhất ba lữ đoàn. Mỗi lữ đoàn gồm năm tiểu đoàn, chia thành bốn đại đội. Vào ngày 13 tháng 7 năm 2021, Bộ trưởng Quốc phòng NUG Yee Mon tuyên bố rằng lực lượng dân quân mới thành lập dự kiến sẽ đạt 8.000 người vào cuối tháng 7 năm 2021. Theo ước tính của The Irrawaddy, số lượng PDF là 65.000 vào tháng 11 năm 2022. Theo ước tính gần đây, PDF có quân số khoảng 100.000 người, mặc dù không phải tất cả đều được trang bị vũ khí và huấn luyện đầy đủ, quy mô lực lượng này ước tính 100.000 (ước tính đến tháng 2 năm 2024).

## Hoạt động

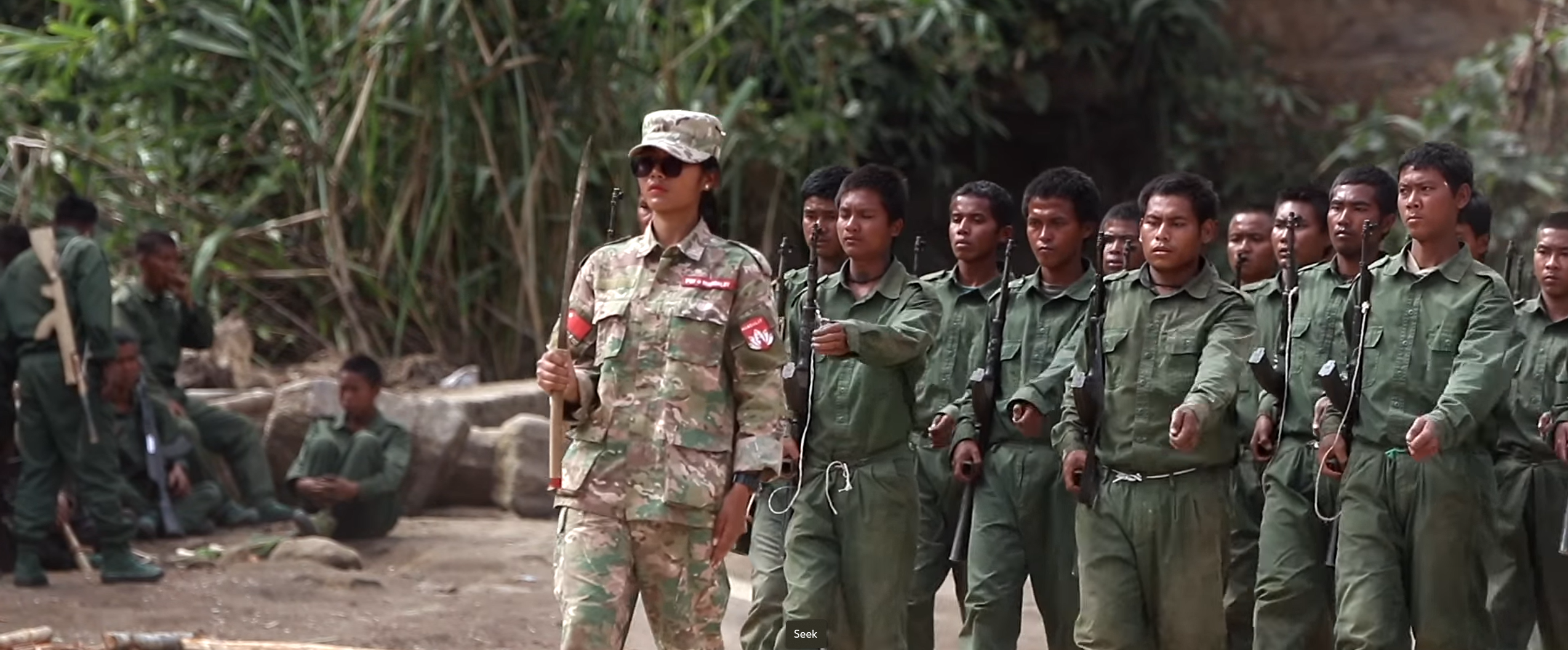
Lực lượng PDF

Cùng với nhiều tổ chức vũ trang khác, mục tiêu của PDF là chống lại quân đội Myanmar, từ giữa năm 2022, tổ chức này đã liên tiếp tung ra các cuộc tấn công nhắm vào quân đội Myanmar nhưng chỉ ở mức nhỏ lẻ, chủ yếu nhắm vào các đồn bót hẻo lánh. Lãnh đạo của PDF ủng hộ chiến thuật chiến tranh du kích để theo đuổi mục tiêu của họ. Theo ông Duwa Lashi La, trong 1 năm thì PDF đã mất 1.500 tay súng nhưng chính quyền quân sự Myanmar cũng đang mất dần quyền kiểm soát lãnh thổ và năm 2023 sẽ là một năm quan trọng vì NUG sẽ kết thúc thành công cuộc cách mạng, có 6 mặt trận sẽ được mở ra để phục vụ mục tiêu này. Theo ông Anthony Davis thuộc Viện nghiên cứu chiến tranh Mỹ, việc đốt cháy giai đoạn từ hình thái chiến tranh du kích sang xung đột tổng lực có thể sẽ dẫn đến thất bại cho NUG bởi lẽ mới chỉ 25% quân số PDF được trang bị vũ khí phù hợp. Hơn nữa, kỳ vọng của NUG về sự can thiệp của nước ngoài là phi thực tế. Về phía chính phủ quân sự Myanmar thì PDF và các tổ chức phiến quân khác chỉ là những nhóm khủng bố qua dẫn chứng về những vụ đánh bom xảy ra tại Yangon. Ngân sách của NUG hiện có khoảng 55 triệu USD và 4 tỉ kyat thông qua các hoạt động phát hành trái phiếu, bán đất, bán quyền khai thác rừng, bán mỏ ngọc bích, thu thuế khai thác đất hiếm, ở những vùng do PDF kiểm soát. 
Nơi đóng quân của họ là một ngôi làng chỉ cách biên giới Ấn Độ 18km nhưng toàn bộ dân làng đã vượt sông Tiau vào bang Mizoram, Ấn Độ. Tại bang này, 60 trại tị nạn tạm bợ đã được dựng lên, là nơi cư trú cho hơn 40.000 nghìn người Myanmar rời khỏi đất nước từ sau cuộc đảo chính. Ngôi làng mà người Myanmar đang sống trên đất Ấn Độ có tầm quan trọng chiến lược, không chỉ đối với dân tị nạn mà còn với toàn bộ lực lượng phiến quân. Nó đảm bảo một đường tiếp tế quan trọng gồm thực phẩm, thuốc men, vũ khí, đạn dược qua biên giới, giúp cho các tổ chức phiến quân tồn tại. Theo các chuyên gia quân sự Ấn Độ, chưa đến một nửa phiến quân được huấn luyện cách chiến đấu và chỉ một nửa có súng trường bán tự động. Rồi sự thiếu thốn phương tiện thông tin liên lạc đã dẫn đến việc phối hợp rời rạc giữa các nhóm với nhau nên hầu như chẳng nhóm nào biết được đã có bao nhiêu % diện tích đất đai ở bang Chin nằm dưới quyền kiểm soát của PDF mặc dù theo tuyên bố của PDF, tổ chức này được chia thành 5 bộ chỉ huy khu vực, gồm Bộ chỉ huy miền Bắc, Nam, Trung, Đông và Tây, mỗi bộ chỉ huy có ít nhất 3 lữ đoàn, mỗi lữ đoàn có 5 tiểu đoàn, mỗi tiểu đoàn gồm 4 đại đội. Do không thể mua được vũ khí theo cách chính thức từ bất cứ một quốc gia nào nên phiến quân PDF cùng các nhóm phiến quân khác đã liên kết với nhau để giải quyết vấn đề thiếu hụt vũ khí bằng cách tự sản xuất hoặc mua lậu, trong đó chủ yếu là súng tiểu liên M-16, AK-47, súng phóng lựu RPG-7, M-79, súng cối 60mm cùng các loại đạn, lựu đạn và mìn, và lần đầu tiên PDF sử dụng máy in 3D để cho ra đời loại súng trường bán tự động FGC-9 bắn đạn 9mm. 